# M.2

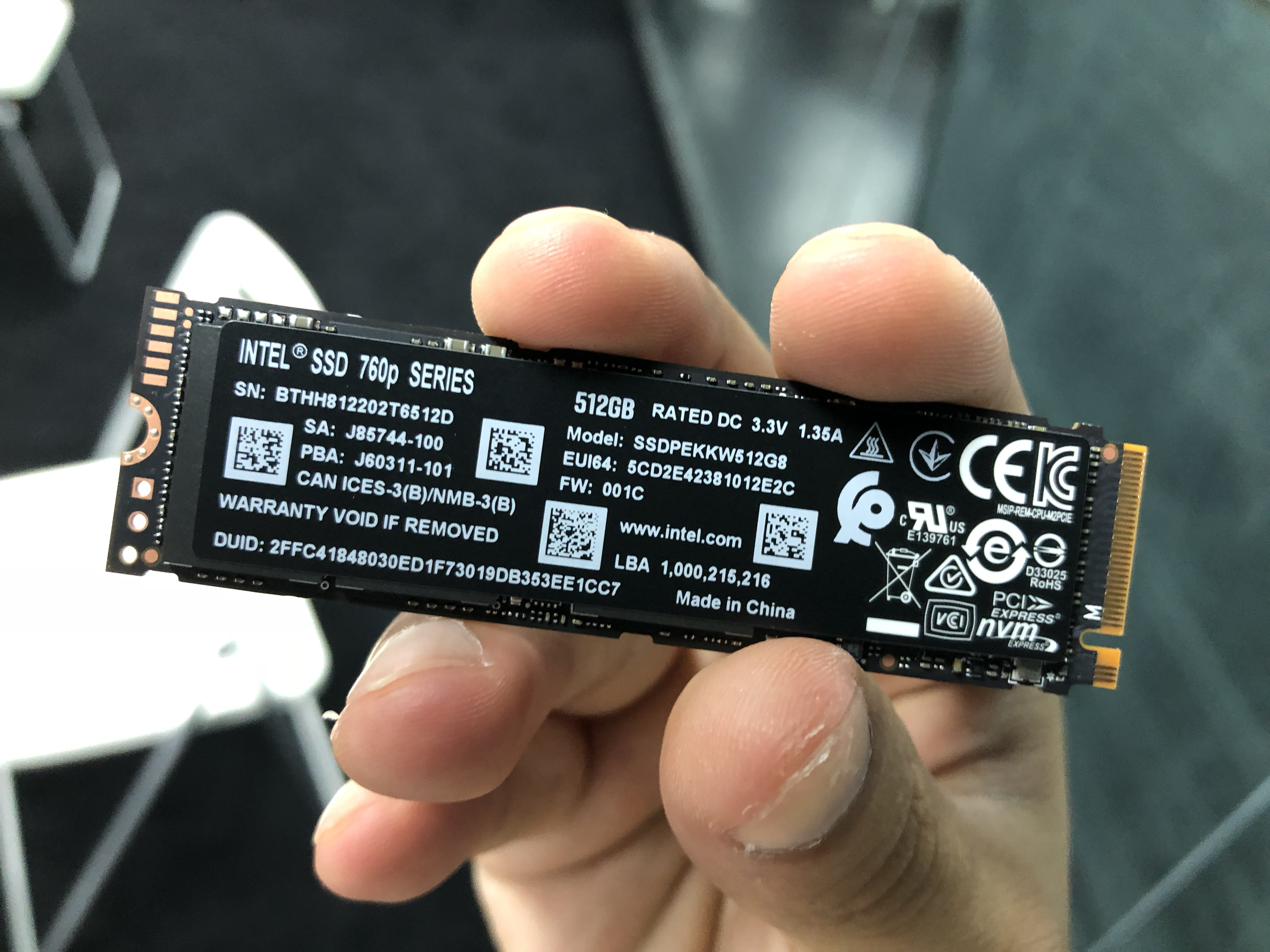
Een M.2 2280 SSD

M.2 is een standaard die opslagapparaten, veelal SSD's, met computers verbindt. M.2 was voorheen bekend als Next Generation Form Factor (NGFF).
De M.2-specificatie vervangt mSATA en ondersteunt drie businterfaces: PCI Express 4.0, Serial ATA 3.0 en USB 3.0.

## Beschrijving
De voorganger van M.2 is mSATA. Deze interface heeft een limiet van 6 Gb/s. Voor veel moderne SSD's is dit een significante bottleneck. Men ontwikkelde hiervoor de M.2-standaard. Dankzij de hogere snelheden die de hiervoor gebruikte PCI Express bus kan leveren, wordt dit probleem opgelost. Er bestaan ook M.2-interfaces die SATA ondersteunen, deze nemen minder ruimte in dan SATA. Sommige M.2-interfaces ondersteunen beide protocollen.

## Vormfactor
M.2-kaarten zijn rechthoekig met aan de ene kant een connectorstrip en aan de andere kant een halfronde uitsparing voor montage in het midden. Elk van de maximaal 67 pinnen in 75 mogelijke posities is ontworpen voor een maximale spanning en stroom van respectievelijk 50 V en 0,5 A.
De M.2-standaard maakt insteekkaarten mogelijk met een breedte van 12, 16, 22 of 30 mm. De lengte kan 16, 26, 30, 38, 42, 60, 80 of 110 mm zijn. De meestgebruikte M.2 SSD's zijn 22 mm breed en 42, 60 of 80 mm lang. De code voor een typische vormfactor is "2280", wat staat voor breedte × lengte. In dit geval is de kaart 22 × 80 mm. Andere veelgebruikte vormfactoren zijn 1630, 2230, 3030, 2242, 3042, 2260 en 22110.
Daarnaast zijn er kaarten met een M- of B-uitsparing of beide mogelijk. Dit zijn uitsparingen aan de connectorzijde die aangeven welke protocollen de kaart ondersteunt. Het voorkomt ook dat niet-ondersteunde kaarten worden aangesloten.